# Yoshihito Mikasa
Yoshihito Mikasa (桂宮 宜仁親王, Katsura-no-miya Yoshihito shinnō; nascido em (11 de fevereiro de 1948 - 08 de junho de 2014) foi o segundo filho do príncipe Takahito Mikasa e da princesa Yuriko Mikasa. O imperador Akihito é seu primo direto, e sexto na linha de sucessão imperial. Seu pai, o príncipe Mikasa, é o irmão mais novo do imperador Hirohito, postumamente conhecido como o imperador Showa. Originalmente conhecido como o príncipe Yoshihito de Mikasa, ele recebeu o título "Príncipe Katsura" (Katsura-no-miya) no dia 1 de janeiro de 1988, para começar um novo ramo da Família Imperial do Japão.

## Educação
O Príncipe é formado pelo Departamento de Estudos Políticos da Faculdade de Direito da Universidade Gakushuin em 1971. De 1971 a 1973, estudou na Escola de Pós-Graduação da Universidade Nacional Australiana, em Canberra, na Austrália. Após seu retorno ao Japão, ele trabalhou como administrador na Japan Broadcasting Corporation de 1974 a 1985.

## Serviço Publico
Em 1982, o Príncipe retornou à Austrália como parte da delegação japonesa em homenagem ao décimo aniversário da Sociedade Austrália-Japão. Ele também visitou a Nova Zelândia para fortalecer laços e relações diplomáticas amigáveis.
O príncipe Katsura era paralitico da cintura para baixo, já que sofreu uma série de derrames em maio de 1988 e usa uma cadeira de rodas. Apesar de sua deficiência, ele assume um papel ativo no serviço público, e aparece regularmente em cerimônias de premiação, eventos diplomáticos e como presidente de várias organizações de caridade.
Em 1994, ele visitou a Austrália junto com a Princesa Tomohito de Mikasa para um evento de caridade para crianças com deficiência auditiva ou visível.
Em julho de 1997, o Príncipe Katsura voltou a visitar a Austrália, para ajudar a promover uma exposição do esporte tradicional do sumo, com exibições realizadas em Sydney e Melbourne.